# Władimir Muchankin
Władimir Anatolijewicz Muchankin (ros. Владимир Анатольевич Муханкин; ur. 22 kwietnia 1960) – rosyjski seryjny morderca, który zamordował 8 osób w okolicach Rostowa w 1995 r.

## Życiorys
Muchankin był wychowywany tylko przez matkę, która znęcała się nad nim. W szkole był prześladowany ze względu na swój niski wzrost i drobną posturę. Z powodu swojego wyglądu, nie interesowały się nim kobiety. Fakt ten wywołał w nim nienawiść do płci przeciwnej. Muchankin był znany milicji od wczesnej młodości. Wiele lat przesiedział w zakładach karnych za kradzieże i rozboje.

## Zbrodnie
Muchankin zabijał kobiety i dziewczynki, zwabiał je z przystanków kolejowych do lasów. Tam zadawał im ciosy nożem i okaleczał zwłoki. Ciała ofiar odnajdywano wypatroszone, rozczłonkowane lub częściowo spalone.

## Aresztowanie
W 1995 roku Muchankin został zatrzymany przez milicję po tym, gdy jednej z jego ofiar udało się uciec. W toku śledztwa przyznał się do winy. Sam deklarował, że inspirował się Andriejem Czikatiłą, innym seryjnym zabójcą z tego samego regionu, choć później odwołał swoje zeznania.

## Proces i kara
W styczniu 1997 roku sąd skazał Muchankina na karę śmierci przez rozstrzelanie. W związku z obowiązującym w Rosji moratorium na wykonywanie wyroków śmierci, kara została zamieniona na dożywotnie pozbawienie wolności. Muchankin odbywa ją w kolonii karnej o zaostrzonym rygorze.